# Formule intégrale de Cauchy
Pour les articles homonymes, voir Cauchy.

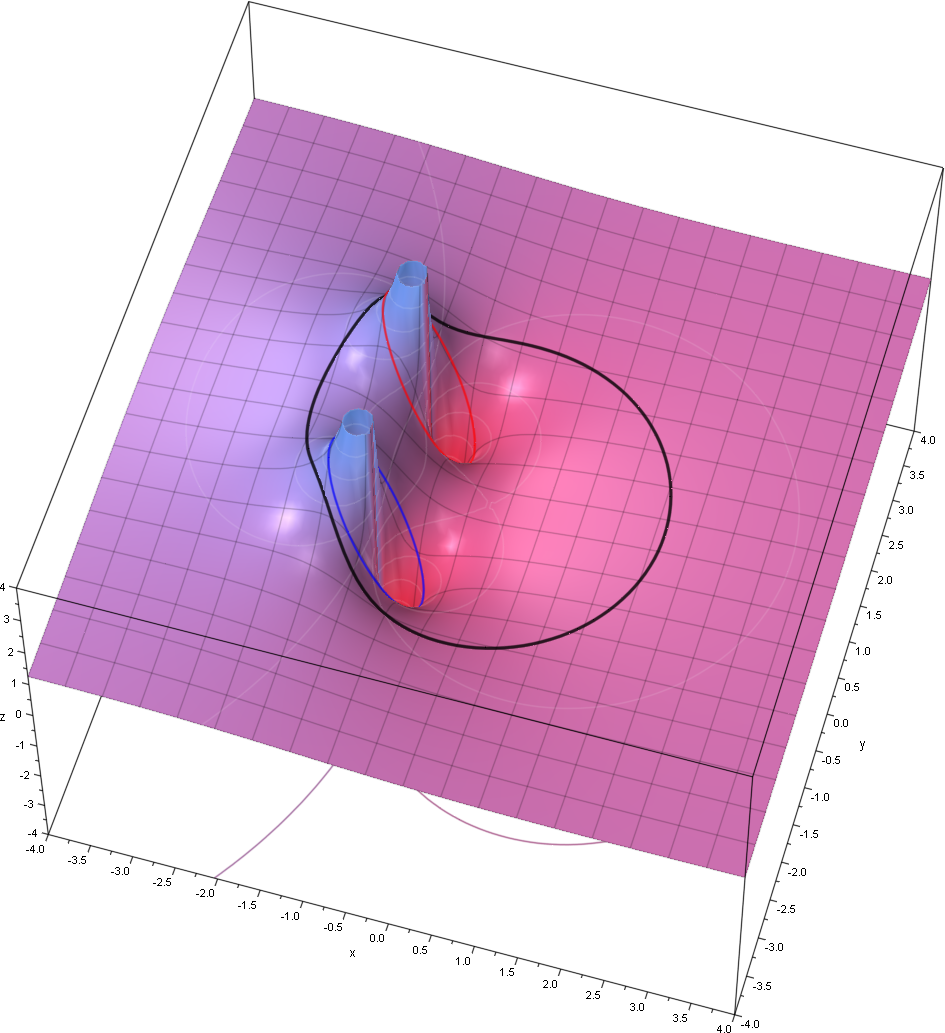
Illustration de la formule intégrale de Cauchy en analyse complexe

La formule intégrale de Cauchy, due au mathématicien Augustin Louis Cauchy, est un point essentiel de l'analyse complexe. Elle exprime le fait que la valeur en un point d'une fonction holomorphe est complètement déterminée par les valeurs qu'elle prend sur un chemin fermé contenant (c'est-à-dire entourant) ce point. Elle peut aussi être utilisée pour exprimer sous forme d'intégrales toutes les dérivées d'une fonction holomorphe.

## Expression
Soient :
- U un ouvert simplement connexe du plan complexe ℂ ;
- f : U → ℂ une fonction holomorphe sur U ;
- γ un chemin fermé rectifiable inclus dans U ;
- et z un point de U n'appartenant pas à ce chemin.

On a alors la formule suivante :
où Indγ(z) désigne l'indice du point z par rapport au chemin γ. Cette formule est particulièrement utile dans le cas où γ est un cercle C orienté positivement, contenant z et inclus dans U. En effet, l'indice de z par rapport à C vaut alors 1, d'où :
Cette formule montre  que la valeur en un point d'une fonction holomorphe est entièrement déterminée par les valeurs de cette fonction sur n'importe quel cercle entourant ce point ; un résultat analogue, la propriété de la moyenne, est vrai pour les fonctions harmoniques.

## Principale conséquence
La formule intégrale de Cauchy implique que f est développable en série entière sur U : soit {\displaystyle a\in U}, {\displaystyle r>0} tel que {\displaystyle D(a,r)\subset U}. 
Soit {\displaystyle z\in D(a,r)}, et {\displaystyle \gamma } le cercle de centre a et de rayon r orienté positivement paramétré par {\displaystyle \theta \in [0,2\pi ]}.
On a pour tout {\displaystyle \theta \in [0,2\pi ]} :
{\displaystyle \left|{\frac {z-a}{\gamma (\theta )-a}}\right|={\frac {|z-a|}{r}}<1}
ce qui prouve la convergence uniforme sur {\displaystyle [0,2\pi ]} de la série de terme général
{\displaystyle {\frac {(z-a)^{n}}{(\gamma (\theta )-a)^{n+1}}}} vers
{\displaystyle {\frac {1}{\gamma (\theta )-a}}\cdot {\frac {1}{1-{\frac {z-a}{\gamma (\theta )-a}}}}={\frac {1}{\gamma (\theta )-z}}},
et comme {\displaystyle f\circ \gamma } est continue sur {\displaystyle [0,2\pi ]} compact, donc bornée, on a convergence uniforme de la série 
{\displaystyle \sum _{n=0}^{\infty }f(\gamma (\theta ))\cdot {\frac {(z-a)^{n}}{(\gamma (\theta )-a)^{n+1}}}} sur {\displaystyle [0,2\pi ]},
ce qui permet d'effectuer une inversion des signes somme et intégrale : on a ainsi pour tout z dans D(a,r) : 
{\displaystyle f(z)=\sum _{n=0}^{\infty }c_{n}(z-a)^{n}} avec {\displaystyle c_{n}={1 \over 2\pi {\rm {i}}}\int _{\gamma }{f(\xi ) \over (\xi -a)^{n+1}}\,{\rm {d}}\xi }
et donc f est analytique sur U. On a supposé dans la démonstration que U était connexe, mais le fait d'être analytique étant une propriété locale, on peut généraliser l'énoncé précédent et affirmer que toute fonction holomorphe sur un ouvert U quelconque est analytique sur U.
De la formule de Taylor réelle (et du théorème du prolongement analytique), on peut identifier les coefficients de la formule de Taylor avec les coefficients précédents et obtenir ainsi cette formule explicite des dérivées n-ièmes de f en a : 
{\displaystyle f^{(n)}(a)={n! \over 2\pi {\rm {i}}}\int _{\gamma }{f(\xi ) \over (\xi -a)^{n+1}}\,d\xi }.

## Démonstration de la formule
On définit une fonction g par :
Cette fonction est continue sur U et holomorphe sur U\{z}. On peut donc lui appliquer le théorème intégral de Cauchy :
En remplaçant g(ξ) par sa valeur et en utilisant l'expression intégrale de l'indice, on obtient le résultat voulu.

## Autres conséquences
Cette formule a de nombreuses applications, outre le fait de montrer que toute fonction holomorphe est analytique, et permet notamment de montrer le théorème des résidus.

## Une version plus générale de la formule intégrale
Principalement pour certains usages plus théoriques, on dispose d'un résultat d'une grande généralité. Les hypothèses du § Expression sont modifiées comme suit:
1. U est un ouvert quelconque du plan.
2. Le chemin fermé est remplacé par une combinaison linéaire formelle C à coefficients entiers (par exemple une somme) de chemins rectifiables (non nécessairement individuellement fermés mais) fermée dans son ensemble. Ceci signifie qu'ayant défini le bord d'un chemin comme la différence formelle 'extrémité moins origine' (à ne pas confondre avec la différence au sens d'opération arithmétique!), on prolonge l'opération bord par linéarité et C est dite fermée si son bord est nul, voir la notion de chaîne en topologie algébrique (les notions les plus basiques de l'homologie suffisent).
3. La condition "U est simplement connexe" est remplacée par: pour tout nombre complexe z n'appartenant pas à U, l'indice de z par rapport à C vaut 0.
4. On peut en outre supposer f à valeurs dans un espace de Banach complexe.
5. La conclusion est la même (première formule du § Expression).

Pour une démonstration, voir l'article de John D. Dixon. On y trouvera aussi la généralisation correspondante du théorème intégral de Cauchy.